# Baldoyle Bay
Baldoyle Bay (irl. Bá Bhaile Dúill) – zatoka w hrabstwie Fingal, na wschodzie Irlandii, na wyspie o tej samej nazwie. Część Morza Irlandzkiego. Leży pomiędzy Portmarnock i Baldoyle. Zatoka jest ważnym obszarem naturalnym pozostającym pod ochroną,  na brzegu którego znajdowała niegdyś twierdza wikingów tzw. longphort. 

## Warunki naturalne
Zatoka jest wąskim pasem wody biegnącym z północy na południe, łączącym się z morzem na północ od półwyspu Howth Head wzdłuż plaży Burrow Beach. Od strony morza zatoka jest ograniczona przez półwysep, na którym znajduje się plaża Velvet Strand, używana kiedyś jako pas startowy oraz klub golfowy Portmarnock Golf Club. W zatoce znajdują się estuaria dwóch rzek, Sluice w północnym końcu koło Portmarnock i Mayne, w połowie drogi na południe, na północnej granicy Baldoyle.
Nad zatoką znajdują się bagna słodkowodne jak i słonowodne, wysokie mokradła słone, błoto, piasek oraz ławice rzeczne i dopływające do niej strumienie. Cztery z tutejszych typów siedlisk są zaliczone do Załącznika I dyrektywy siedliskowej Unii Europejskiej: solnisko porośnięte solirodem, solnisko śródziemnomorskie, solnisko atlantyckie i watt. Znaczna część równi pływowych jest odsłonięta w czasie odpływu. Najczęściej pokryte są piaskiem, ale w estuariach również mułem.
Wśród roślin należy zwrócić uwagę na trawę Spartina anglica, trawę morską Zostera angustifolia, zosterę drobną (Zostera noltei) i latem zielone glony z gromady Charophyta.
Zatoka Baldoyle jest ważnym miejscem wykorzystywanym jako zimowisko przez ptaki wodne, brodzące i szereg innych. Znajduje się tu Obszar specjalnej ochrony ptaków zarządzany przez władze lokalne oraz irlandzką Służbę Parków Narodowych i Natury (National Parks and Wildlife Service).
Zatoka została prawnie uznana za rezerwat przyrody w 1988 r. Wewnętrzne obszary zatoki, zawierające estuaria, podlegają ochronie jako specjalny obszar ochrony siedlisk, natomiast mokradła zostały uznane za obszary o znaczeniu międzynarodowym w ramach konwencji ramsarskiej. Obejmują swoim zasięgiem kilka siedlisk wymienionych w europejskiej dyrektywie siedliskowej.

## Historia
Okolice Baldoyle były najeżdżane, a później zasiedlone przez „ciemnowłosych cudzoziemców”, jak określano duńskich wikingów, którzy znaleźli tu dogodne miejsce dla postoju swoich długich łodzi o małym zanurzeniu, a dodatkowo rzeka Mayne i inne cieki dostarczały słodkiej wody.

## Dostęp
Wzdłuż estuarium od zachodu i północy biegnie nadbrzeżna droga, po której kursują autobusy, a oprócz tego można zaparkować w kilku miejscach. Od wschodu dotrzeć można pieszo z parkingu do plaż na południe od Portmarnock. Mały parking znajdujący się przy północnym końcu estuarium jest znany z dużej ilości ptaków. Znajduje się na nim tablica zawierająca informacje na temat okolicy. Jest również szlak pieszy do ujścia wiodący z Clongriffin.